# Matriochka (pièce de théâtre)
Pour les articles homonymes, voir Matriochka.
Matriochka est une pièce satirique en langue persane basée sur une sélection de nouvelles d'Anton Tchekhov, traduites, écrites et dirigées par Parsa Pirouzfar. La pièce comprend plus de trente personnages, tous interprétés par la dramaturge et metteur en scène Parsa Pirouzfar dans sa production théâtrale.

## Présentation
La pièce de théâtre Matriochka, œuvre satirique en langue persane, basée sur une sélection de nouvelles d'Anton Tchekhov, a été présentée pour la première fois le 13 septembre 2015 comme un seul en scène au Théâtre West à Los Angeles, aux États-Unis. La pièce a ensuite été présentée pendant deux ans dans les villes américaines de Los Angeles, San Diego et Berkeley, ainsi qu'au Canada (Toronto, Vancouver et Montréal), en 2015 et 2016. En 2017, elle est jouée à Téhérann en Iran,,,,.
Dans Matriochka, l'acteur Parsa Pirouzfar joue plus de trente personnages. Pour cette performance, il a reçu, en 2017, la Statue d'or du meilleur acteur, lors de la 35e édition du Festival international de théâtre Fajr, à Téhéran (Iran).

### Épisodes
Matriochka est composée de plusieurs épisodes :
1. La Mort d'un fonctionnaire ;
2. Comment Dmitry Kuldarov est devenu célèbre du jour au lendemain? (Joie) ;
3. Le tribunal ;
4. La cyclothymie (Folie périodique) ;
5. Le règlement (au) Le calcul (Le maladroit) ;
6. Une femme noble qui nous a laissés (Au bureau de poste) ;
7. Un chef-d'œuvre (Une œuvre d'art) ;
8. Caméléon.

## Préproduction
- Dramaturge et traducteur : Parsa Pirouzfar
- Metteur en scène : Parsa Pirouzfar
- Producteur exécutif : Noureddin Heidari Maher
- Scénographe : Parsa Pirouzfar
- Costume Designer : Parsa Pirouzfar
- Costumier : Parsa Pirouzfar

## Équipe de production
- Acteur : Parsa Pirouzfar
- Assistant Metteur en scène : Mohamad Goudarziyani
- Assistant Costumier : Bahareh Mosadeqiyan
- Régisseur : Arash Safaei
- Graphiste et photographe : Sadeq Zarjouyan

## Prix
- 2017 : Statue d'or du meilleur acteur, au 35e Festival international de théâtre Fajr[7],[8]